# Psalidoprocne pristoptera
Psalidoprocne pristoptera е вид птица от семейство Лястовицови (Hirundinidae).

## Разпространение
Видът е разпространен в Ангола, Бурунди, Габон, Екваториална Гвинея, Еритрея, Етиопия, Замбия, Зимбабве, Камерун, Демократична република Конго, Република Конго, Кения, Малави, Мозамбик, Нигерия, Руанда, Судан, Свазиленд, Танзания, Уганда, Централноафриканската република, Южна Африка и Южен Судан.